# Aborto en Camerún
El aborto en Camerún es solamente legal si este proceso pueda salvar la vida de la mujer, si el embarazo pone en riesgo la salud física y psicológica de la madre, o si el embarazo fue producto de una violación.

## Estadísticas
En 1997, una encuesta en Yaundé afirmó que el 20% de las mujeres entre 20 y 29 años tuvieron al menos un aborto. El 80% de estos procedimientos se llevaron a cabo centros de salud médica, pero no siempre fueron seguros, por lo que varias de estas mujeres sufrieron complicaciones. Las probabilidades de que una mujer embarazada realizada un aborto, se incrementan cuando esta es educada o tuvo hijos. De las mujeres anteriormente mencionadas que habían realizado abortos, el 40% de estas ya tenían 2 hijos o más. La encuesta reportó que el 35% de todos estos embarazos en la capital, terminaron en abortos.

## Acceso a la salud reproductiva
En 1990, el gobierno de Camerún aprobó la Ley N° 90/035 para prohibir la educación sobre el control de natalidad. Los informes encontraron que el aborto y los servicios de salud reproductiva secreta fueron  generalizadas y representaban el 40% de los ingresos de emergencia hacia obstetras y ginecólogos. Sin embargo, la mayoría del acceso a las clínicas de abortos, están limitadas a los centros urbanos del país.